# Mette Andersen
Mette Andersen (nascida em 9 de janeiro de 1979) é uma ex-ciclista dinamarquesa. Ela foi campeã nacional júnior em ciclismo de estrada, mas sua especialidade é mountain bike, onde também foi campeã nacional.
Foi uma das atletas que representou a Dinamarca nos Jogos Olímpicos de 2004, em Atenas, onde competiu no cross-country, mas não completou a prova.